# Clathrina canariensis
Clathrina canariensis är en svampdjursart som först beskrevs av Miklucho-Maclay 1868.  Clathrina canariensis ingår i släktet Clathrina och familjen Clathrinidae. Inga underarter finns listade i Catalogue of Life.